# Женская сборная Узбекистана по хоккею на траве
Женская сборная Узбекистана по хоккею на траве — национальная команда по хоккею на траве, представляющая Узбекистан в международных соревнованиях. Управляется Федерацией хоккея на траве Узбекистана.

## История
Женский хоккей на траве был одним из популярных видов спорта в Узбекской ССР: «Андижанка» была четырёхкратным чемпионом СССР и бронзовым призёром Кубка европейских чемпионов, её хоккеистки были призёрами летних Олимпийских игр 1980 года и чемпионата мира 1981 года. Медали чемпионата страны выигрывали «Политотдел» из Ташкентской области и «Ситора» из Бухары. Сборная Узбекской ССР в 1986 году выиграла серебряные медали летней Спартакиады народов СССР.
После распада Советского Союза была сформирована женская сборная Узбекистана. Её дебютным международным турниром стал чемпионат Азии 1993 года, проходивший в Хиросиме. На групповом этапе сборная проиграла Китаю (1:8), сыграла вничью с Японией (0:0) и победила Таиланд (3:0). Став третьей в группе, она не попала в полуфинал и в стыковом матче за 5-6-е места вновь выиграла у таиландских хоккеисток.
Кроме того, женская сборная Узбекистана участвовала в хоккейных турнирах первых постсоветских летних Азиатских игр. В 1994 году в Хиросиме в круговом турнире шести команд сборная стала пятой, проиграв Южной Корее (0:4) и Японии (0:1), сыграв вничью с Китаем (0:0) и Индией (1:1) и победив Сингапур (6:0). В 1998 году в Бангкоке в турнире семи команд сборная Узбекистана опять стала пятой: на предварительном этапе она проиграла Японии (1:2), Китаю (1:4), Индии (1:2) и Южной Корее (0:5), сыграла вничью с Казахстаном (0:0), победила Таиланд, а в матче за 5-6-е места потерпела поражение от Казахстана (2:5).
В 2016 году узбекистанские хоккеистки впервые выступили в Кубке Азиатской федерации хоккея на траве, где заняли 7-е место.
В индорхоккее женская сборная Узбекистана трижды выигрывала бронзовые медали чемпионата Азии — в 2009, 2015 и 2019 годах. В 2010 и 2012 годах она заняла 4-е место, в 2017 году — 5-е.

## Результаты выступлений

### Азиатские игры
- 1994 — 5-е место
- 1998 — 5-е место
- 2002—2018 — не участвовали

### Чемпионат Азии
- 1993 — 5-е место
- 1999—2017 — не участвовали

### Кубок Азиатской федерации хоккея на траве
- 1997—2012 — не участвовали
- 2016 — 7-е место

### Чемпионат Азии по индорхоккею
- 2009 — 3-е место
- 2010 — 4-е место
- 2012 — 4-е место
- 2014 — не участвовали
- 2015 — 3-е место
- 2017 — 5-е место
- 2019 — 3-е место